# Epicauta corybantica
Epicauta corybantica är en skalbaggsart som beskrevs av Pinto 1991. Epicauta corybantica ingår i släktet Epicauta och familjen oljebaggar. Inga underarter finns listade i Catalogue of Life.